# Liste bekannter Byzantinisten
In der Liste bekannter Byzantinisten sind Personen verzeichnet, die für dieses Fach habilitiert wurden, als Autoren relevant sind oder andere bedeutende Beiträge zur Byzantinistik geleistet haben. Byzantinisten beschäftigen sich im Allgemeinen mit der mittelgriechischen Sprache und byzantinischen Literatur sowie der Geschichte, aber auch der Kunst und der Archäologie des Byzantinischen Reiches. Enge Beziehungen bestehen zur Biblischen, Klassischen, Vorderasiatischen und Provinzialrömischen Archäologie, zur Altphilologie und Neogräzistik, zur Alten Geschichte, Ägyptologie, Islamwissenschaft, Geschichte des Mittelalters sowie zur Epigraphik, Papyrologie, Numismatik, Diplomatik und zur Christlichen Archäologie, die sich häufig auch mit frühchristlichen Kunstwerken beschäftigt.

## Liste

### A
| Wissenschaftler                                                                  | Nationalität         | Wirkungsort                                                                  | Fachrichtungen / Qualifikationen                            | Forschungsschwerpunkte | Bild |
| -------------------------------------------------------------------------------- | -------------------- | ---------------------------------------------------------------------------- | ----------------------------------------------------------- | --- | ---- |
| Augusta Acconcia Longo (1941–2016)                                               | Italienerin          | Universität La Sapienza, Rom                                                 | Byzantinische Philologie                                    | Hymnographie, religiöse und profane Dichtung in Nachahmung klassischer Vorbilder, die Geschichtsschreibung, die Hagiographie, vor allem die italogriechische, sowie die Geschichte der byzantinischen Gräzität in Süditalien und Sizilien |      |
| Ada Adler (1878–1946)                                                            | Dänin                | Universität Kopenhagen                                                       | Byzantinische Philologie Klassische Philologie              | Kritische Edition der Suda, Etymologicum Genuinum |      |
| Willem J. Aerts (1926–2017)                                                      | Niederländer         | Universität Groningen                                                        | Byzantinische Philologie Neogräzistik Klassische Philologie | Sprachgeschichte, Alexander-Legende, byzantinischer Roman, Michael Psellos |      |
| Hélène Ahrweiler (* 1926) Ελένη Γλύκατζη-Αρβελέρ                                 | Griechin / Französin | Universität Paris I Pantheon-Sorbonne                                        | Byzantinische Geschichte                                    | Byzantinische Marine, Verwaltung, politische Ideologie, byzantinische Geographie |      |
| Alexandros Alexakis (* 1960) Αλέξανδρος Αλεξάκης                                 | Grieche              | Universität Ioannina                                                         | Byzantinische Philologie                                    | Byzantinischer Ikonoklasmus, Konziliengeschichte |      |
| Margaret Alexiou (* 20. Jahrhundert) Μάργαρετ Αλεξίου                            | Britin               | University of Birmingham Universität Harvard                                 | Byzantinische Philologie Neogräzistik Komparatistik         | Klageritual, Volksmärchen, Volkslied |      |
| Stylianos Alexiou (1921–2013) Στυλιανός Αλεξίου                                  | Grieche              | Universität Kreta                                                            | Klassische Archäologie Neogräzistik                         | Literatur der kretischen Renaissance: Apokopos, Erotokritos von Vitsentzos Kornaros, Βοσκοπούλα; Digenis Akritas; byzantinisches Volkslied                                                                                                |      |
| Michael Altripp (* 1963)                                                         | Deutscher            | Universität Greifswald                                                       | Theologie Byzantinische Kunstgeschichte                     | Ikonographie, Architektur und Liturgie (Liturgie-Kommentare) |      |
| Konstantinos Amantos (1874–1960) Κωνσταντίνος Άμαντος                            | Grieche              | Universität Athen                                                            | Byzantinische Geschichte                                    | Toponomastik, Geschichte der osmanischen Herrschaft, Geschichte von Chios, Ethnologie und Geschichte der Nachbarvölker |      |
| Dimităr Simeonov Angelov (1917–1996) Димитър Симеонов Ангелов                    | Bulgare              | Universität Sofia                                                            | Byzantinische Geschichte                                    | Balkan im Mittelalter, Ikonen, Kariye Camii (Chora-Kirche) |      |
| Dimiter Angelov (* 1972) Димитър Ангелов                                         | Bulgare              | Dumbarton Oaks University of Birmingham Western Michigan University          | Byzantinische Geschichte                                    | Ideologie und politisches Denken in Byzanz |      |
| Michael Angold (* 1940)                                                          | Brite                | Universität Edinburgh                                                        | Byzantinische Geschichte                                    | Vierter Kreuzzug, Kirche und Gesellschaft, die Komnenen, die Laskariden von Nikaia |      |
| Sophia Antoniadis (1895–1972) Σοφία Αντωνιάδη                                    | Griechin             | Universität Leiden                                                           | Byzantinische Philologie                                    | Ptochoprodromika |      |
| Wiada Arturowna Arutjunowa-Fidanjan (* 1937) Виада Артуровна Арутюнова-Фиданян   | Russin               | Institut für Russische Geschichte der Russischen Akademie der Wissenschaften | Byzantinische Geschichte                                    | ökonomisch-politische Geschichte, Kartographie sowie soziale und administrative Gliederung; Länder des byzantinischen Kulturkreises, z. B. Armenien                                                                                       |      |
| Panajota Asimakopoulou-Atzaka (* 20. Jahrhundert) Παναγιώτα Ασημακοπούλου-Ατζακά | Griechin             | Universität Thessaloniki                                                     | Christliche Archäologie Byzantinische Geschichte            | Spätantike, Ausstattung von Innenräumen, griechische und lateinische Quellen zur Kunst, Terminologie und christliche Idololatrie, altchristliche Mosaikböden                                                                              |      |
| Neslihan Asutay-Effenberger (* 1959)                                             | Türkin               | Universität Bochum Freie Universität Berlin                                  | Byzantinische Kunstgeschichte                               | Byzantinische Architektur und Militärarchitektur, Topographie Konstantinopels, Kulturtransfer im mittelalterlichen Mittelmeerraum |      |
| Anna Avramea (1934–2008) Άννα Αβραμέα                                            | Griechin             | Universität Kreta                                                            | Byzantinische Geschichte                                    | Tabula Imperii Romani, Historische Geographie |      |

### B
| Wissenschaftler                                                                  | Nationalität  | Wirkungsort | Fachrichtungen / Qualifikationen           | Forschungsschwerpunkte | Bild |
| -------------------------------------------------------------------------------- | ------------- | --- | ------------------------------------------ | --- | ---- |
| Elka Bakalowa (* 1931) Елка Бакалова                                             | Bulgarin      | Neue Bulgarische Universität, Sofia                                                                             | Kunstgeschichte                            | Byzantinische Kunst, bulgarische Kunst des Mittelalters |      |
| Sebastian Barbu-Bucur (1930–2015)                                                | Rumäne        | Universität Ovidius Constanța Universität Bukarest                                                              | Byzantinische Musik                        | Byzantinische Kirchenmusik und Musikpaläographie |      |
| Franz Alto Bauer (* 1965)                                                        | Deutscher     | Universität München                                                                                             | Christliche Archäologie Kunstgeschichte    | Formen der Inszenierung spätantiker Denkmäler, Statuenausstattung, städtische Prozessionen, Pilgerwesen, Inszenierung des Heiligen im frühmittelalterlichen Westen, Rom                                                                                                |      |
| Norman Hepburn Baynes (1877–1961)                                                | Brite         | University College London                                                                                       | Byzantinische Geschichte                   | Byzantinische Geschichte |      |
| Roderick Beaton (* 1951) Ρόντερικ Μπήτον                                         | Brite         | King’s College London                                                                                           | Anglistik Neogräzistik                     | Volksdichtung, Roman |      |
| Hans-Georg Beck (1910–1999)                                                      | Deutscher     | Universität München Byzantinisches Institut, Kloster Scheyern                                                   | Byzantinische Philologie                   | Byzantinische Geschichte, Literaturgeschichte, Theologie |      |
| Alexander Beihammer (* 1970)                                                     | Österreicher  | Universität Zypern (beurlaubt) University of Notre Dame                                                         | Byzantinische Geschichte                   | Byzantinische Diplomatik |      |
| Klaus Belke (* 1947)                                                             | Deutscher     | Institut für Mittelalterforschung, Abteilung Byzanzforschung, Österreichische Akademie der Wissenschaften, Wien | Historische Geographie                     | Byzantinische Geographie |      |
| Wladimir Nikolajewitsch Beneschewitsch (1874–1938) Владимир Николаевич Бенешевич | Russe         | Universität St. Petersburg                                                                                      | Byzantinische Geschichte                   | Byzantinische Geschichte, Byzantinisches Recht, Kirchenrecht, Paläographie |      |
| Albrecht Berger (* 1957)                                                         | Deutscher     | Universität München                                                                                             | Byzantinische Philologie                   | Hagiographie |      |
| Veselin Beševliev (1900–1992) Веселин Иванов Бешевлиев                           | Bulgare       | Universität Sofia                                                                                               | Klassische Philologie                      | Ethnogenese der Balkanvölker |      |
| Jacques Bompaire (1924–2009)                                                     | Franzose      | Universität Paris IV-Sorbonne Universität Nantes                                                                | Klassische Philologie                      | Archive des Athos: Akten des Klosters Xeropotamou und des Klosters Vatopedi |      |
| Carl de Boor (1848–1923)                                                         | Deutscher     | Universitätsbibliothek Bonn                                                                                     | Byzantinistik                              | Handschriften, Konstantin Porphyrogennetos, Nikephoros I., Theophanes, Theophylaktos Simokates, Georgios Monachos |      |
| Wolfram Brandes (* 1954)                                                         | Deutscher     | Max-Planck-Institut für europäische Rechtsgeschichte, Frankfurt am Main Universität Frankfurt am Main           | Byzantinistik                              | Rechtsgeschichte und Rechtsquellen |      |
| Gunnar Brands (* 1956)                                                           | Deutscher     | Universität Halle                                                                                               | Christliche Archäologie                    | Spätantike und frühchristliche Architektur und Architekturornamentik insbesondere Syriens, Kleinasiens und Südarabiens, Topographie des östlichen Christentums, hellenistische und römische Architektur, Nachleben der Antike zwischen Renaissance und 20. Jahrhundert |      |
| Louis Bréhier (1868–1951)                                                        | Franzose      | Universität Clermont-Ferrand                                                                                    | Philologie, Geschichte                     | Geschichte, Kunstgeschichte |      |
| Robert Browning (1914–1997)                                                      | Brite         | Birkbeck College, London                                                                                        | Altphilologie Alte Geschichte Neogräzistik | Byzantinische Geschichte, Justinian I. und Theodora I., Kaiser Julian, Renaissanceliteratur |      |
| Anthony Bryer (1937–2016)                                                        | Brite         | University of Birmingham Balliol College, Oxford                                                                | Byzantinische Geschichte                   | Kaiserreich Trapezunt, Pontosgriechen |      |
| Jean Alexandre Buchon (1791–1846)                                                | Franzose      | Privatgelehrter Inspecteur des archives et bibliothèques                                                        | Geschichtswissenschaft                     | Kontinentalgriechenland und die Morea |      |
| Hans Buchwald (1933–2013)                                                        | US-Amerikaner | Universität Stuttgart Harvard University                                                                        | Byzantinische Kunstgeschichte              | Byzantinische Architektur |      |
| Filippo Burgarella (1948–2017)                                                   | Italiener     | Università della Calabria, Cosenza                                                                              | Byzantinische Geschichte                   | Byzantinisches Süditalien |      |
| John Bagnell Bury (1861–1927)                                                    | Ire           | Trinity College, Dublin                                                                                         | Gräzistik Zeitgeschichte                   | Byzantinische Geschichte |      |
| Helmut Buschhausen (* 1937)                                                      | Deutscher     | Universität Wien                                                                                                | Kunstgeschichte                            | Byzantinische Kunstgeschichte |      |

### C
| Wissenschaftler                                                        | Nationalität                      | Wirkungsort                                                   | Fachrichtungen / Qualifikationen                  | Forschungsschwerpunkte | Bild |
| ---------------------------------------------------------------------- | --------------------------------- | ------------------------------------------------------------- | ------------------------------------------------- | --- | ---- |
| Charles du Fresne, sieur du Cange (1610–1688)                          | Franzose                          | Amiens Paris                                                  | Byzantinische Philologie Byzantinische Geschichte | Lexikographie des Mittelgriechischen; Byzantinische Genealogie, Topographie Konstantinopels |      |
| Alan Cameron (1938–2017)                                               | Brite                             | Columbia University, New York                                 | Klassische Philologie Alte Geschichte             | Byzantinische Geschichte |      |
| Averil Cameron (* 1940)                                                | Britin                            | King’s College London Universität Oxford                      | Alte Geschichte                                   | Byzantinische Geschichte, Geschichte des Christentums, Prokop, Agathias |      |
| Paul Canart (1927–2017)                                                | Franzose                          | Bibliotheca Apostolica Vaticana                               | Paläographie                                      | Handschriften der Bibel |      |
| Raffaele Cantarella (1898–1977)                                        | Italiener                         | Universität Mailand Katholische Universität Mailand           | Byzantinische Philologie                          | Byzantinische Dichtung |      |
| Antonio Carile (* 1940)                                                | Italiener                         | Universität Bologna                                           | Byzantinische Geschichte                          | Nikephoros Bryennios, Archiv vor allem venezianischer Quellenbestände, byzantinische und venezianische Geschichtsschreibung, das Lateinische Kaiserreich, sozio-ökonomische Strukturen von Byzanz und seine politische Theologie |      |
| Guglielmo Cavallo (* 1938)                                             | Italiener                         | Universität La Sapienza, Rom                                  | Griechische Paläographie                          | |      |
| Ferdinand Chalandon (1875–1921)                                        | Franzose                          | École française de Rome                                       | Byzantinische Geschichte                          | Komnenen |      |
| Jean-Claude Cheynet (* 1947)                                           | Franzose                          | Universität Paris IV Sorbonne                                 | Byzantinische Geschichte                          | Byzantinische Gesellschaft, Aristokratie, Wirtschaft, Verwaltung, Armee, Sigillographie |      |
| Zachary Chitwood (* 1983)                                              | US-Amerikaner                     | Ludwig-Maximilians-Universität München                        | Byzantinische Geschichte                          | Byzantinische Geschichte, byzantinisches Recht |      |
| Evangelos Chrysos (* 1938) Ευάγγελος Χρυσός                            | Grieche                           | Universität Athen Universität Zypern Universität Ioannina     | Byzantinische Geschichte Kirchengeschichte        | Byzantinische Diplomatie und internationale Beziehungen, byzantinische Verwaltungsorganisation, Kirchengeschichte in Spätantike und byzantinischer Zeit                                                                          |      |
| Xenija Wladimirowna Chwostowa (1934–2021) Ксения Владимировна Хвостова | Russin                            | Lomonossow-Universität Moskau                                 | Byzantinistik                                     | Besonderheiten der byzantinischen Zivilisation |      |
| Robin Cormack (* 1938)                                                 | Brite                             | Courtauld Institute of Art, London                            | Byzantinische Kunstgeschichte                     | Byzantinische Kunst, Ikonen |      |
| John A. Cotsonis (* 1954)                                              | US-Amerikaner                     | Hellenic College Holy Cross Greek Orthodox School of Theology | Byzantinische Kunstgeschichte                     | Byzantinische Bleisiegel |      |
| Brian Croke (* 1951)                                                   | Australier                        | Macquarie University                                          | Byzantinische Geschichte                          | Frühbyzantinische Geschichte |      |
| Carolina Cupane-Kislinger (* 1948)                                     | Italienerin                       | Universität Wien                                              | Byzantinische Philologie                          | Byzantinische Literatur, volkssprachliche Literatur |      |
| Slobodan Ćurčić (1940–2017) Слободан Ћурчић                            | US-Amerikaner serbischer Herkunft | Princeton University                                          | Byzantinische Kunstgeschichte                     | Byzantinische Architektur, Architektur auf dem Balkan |      |

### D
| Wissenschaftler                          | Nationalität | Wirkungsort                                                                            | Fachrichtungen / Qualifikationen                                           | Forschungsschwerpunkte | Bild |
| ---------------------------------------- | ------------ | -------------------------------------------------------------------------------------- | -------------------------------------------------------------------------- | --- | ---- |
| Gilbert Dagron (1932–2015)               | Franzose     | Collège de France, Paris                                                               | Byzantinische Philologie Byzantinische Geschichte                          | |      |
| Alphonse Dain (1896–1964)                | Franzose     | École pratique des hautes études Institut catholique de Paris                          | Griechische Paläographie und Kodikologie Byzantinische Philologie          | byzantinische Militärschriftsteller (Onesandros, Heron von Byzanz, Sylloge Tacticorum, Nikephoros Uranos, Ailianos Taktikos, Leon VI., Aineias Taktikos) und Rechtsgelehrte |      |
| Jean Darrouzès (1912–1990)               | Franzose     | Institut français d’études byzantines, Bukarest, Paris, Athen                          | Byzantinische Philologie Byzantinische Geschichte                          | Symeon der Neue Theologe, Epistolographie, Niketas Stethatos, Theodoros Daphnopates, Editionsphilologie                                                                     |      |
| Richard MacGillivray Dawkins (1870–1955) | Brite        | Universität Oxford                                                                     | Klassische Philologie Neogräzistik Klassische Archäologie                  | Leontios Machairas, Mönche vom Berg Athos, griechische Dialekte, das Kappadokische, griechische Märchen                                                                     |      |
| Johannes G. Deckers (* 1940)             | Deutscher    | Universität München                                                                    | Christliche Archäologie                                                    | Frühchristliche und byzantinische Kunst |      |
| Friedrich Wilhelm Deichmann (1909–1993)  | Deutscher    | Universität Bonn Deutsches Archäologisches Institut Rom                                | Christliche Archäologie Byzantinische Kunstgeschichte                      | Ravenna Rom Konstantinopel Nubien |      |
| Otto Demus (1902–1990)                   | Österreicher | Universität Wien                                                                       | Byzantinische Kunstgeschichte                                              | Mosaiken, Wandmalerei, Antiphonar |      |
| Sirarpie Der Nersessian (1896–1989)      | Armenierin   | Harvard University Dumbarton Oaks Research Library and Collection Wellesley College    | Byzantinische Archäologie Byzantinische Kunstgeschichte                    | Byzantinische und armenische Kunst, Buchmalerei |      |
| Charles Diehl (1859–1944)                | Franzose     | Universität Paris IV – Sorbonne                                                        | Byzantinische Geschichte Byzantinische Kunstgeschichte                     | |      |
| Jan-Louis van Dieten (1924–2003)         | Niederländer | Papyrussammlung und Papyrusmuseum Wien                                                 | Griechische Philologie                                                     | byzantinische Geschichtsschreibung |      |
| Karl Dieterich (1869–1935)               | Deutscher    | Universität Leipzig Bosnisch-Herzegowinisches Institut für Balkanforschung in Sarajewo | Byzantinistik Vergleichende Sprachwissenschaft                             | Geschichte der griechischen Sprache |      |
| Johannes Diethart (* 1942)               | Österreicher | Papyrussammlung und Papyrusmuseum Wien                                                 | Byzantinistik                                                              | Lexikon der lateinischen Lehnwörter in den griechischsprachigen dokumentarischen Texten Ägyptens, byzantinische Papyrologie                                                 |      |
| Ludwig Dindorf (1805–1871)               | Deutscher    | Leipzig                                                                                | Klassische Philologie                                                      | Johannes Malalas, Chronicon paschale, Johannes Zonaras |      |
| Franz Dölger (1891–1968)                 | Deutscher    | Universität München                                                                    | Byzantinische Philologie Byzantinische Geschichte Byzantinische Diplomatik | |      |
| Johannes Dräseke (1844–1916)             | Deutscher    | Matthias-Claudius-Gymnasium Hamburg                                                    | Byzantinische Philologie Klassische Philologie Evangelische Theologie      | Echtheit und Chronologie der griechischen Kirchenväter, Johannes Bekkos |      |
| Franz Drexl (1885–1951)                  | Deutscher    | Gymnasien in München, Ludwig-Maximilians-Universität München                           | Byzantinische Philologie                                                   | Spätantike und byzantinische Traumbücher, Michael Psellos, Patristik |      |
| Alain Ducellier (1934–2018)              | Franzose     | Université Toulouse–Jean Jaurès Universität Tunis                                      | Byzantinische Geschichte                                                   | |      |
| John M. Duffy (* 1943)                   | Ire          | Harvard University                                                                     | Byzantinische Philologie Klassische Philologie                             | Michael Psellos |      |
| František Dvorník (1893–1975)            | Tscheche     | Dumbarton Oaks                                                                         | Katholische Theologie Byzantinische Geschichte                             | Kirchengeschichte, Beziehungen zu den slawischen Staaten, Politische Philosophie                                                                                            |      |

### E
| Wissenschaftler                                          | Nationalität | Wirkungsort                      | Fachrichtungen / Qualifikationen | Forschungsschwerpunkte                      | Bild |
| -------------------------------------------------------- | ------------ | -------------------------------- | -------------------------------- | ------------------------------------------- | ---- |
| Hans Eideneier (* 1937)                                  | Deutscher    | Universität Hamburg              | Neogräzistik                     | Frühe volkssprachliche Literatur            |      |
| Adolf Ellissen (1815–1872)                               | Deutscher    | Universitätsbibliothek Göttingen | Byzantinistik Neogräzistik       | Mittel- und neugriechische Literatur        |      |
| Polychronis Enepekides (1917–2014) Πολυχρόνης Ενεπεκίδης | Grieche      | Universität Wien                 | Neogräzistik                     | Quellenedition                              |      |
| Semavi Eyice (1923–2018)                                 | Türke        | Universität Istanbul             | Byzantinische Kunstgeschichte    | Architektur der Palaiologenzeit in Istanbul |      |

### F
| Wissenschaftler                                 | Nationalität    | Wirkungsort                                                                                | Fachrichtungen / Qualifikationen                  | Forschungsschwerpunkte | Bild |
| ----------------------------------------------- | --------------- | ------------------------------------------------------------------------------------------ | ------------------------------------------------- | --- | ---- |
| Jakob Philipp Fallmerayer (1790–1861)           | Österreicher    | Universität München                                                                        | Byzantinische Geschichte Volkskunde               | Widerlegte These von der ethnischen Diskontinuität zwischen antiken und nachantiken Griechen, Kaiserreich Trapezunt, Despotat Morea, Berg Athos |      |
| Vera von Falkenhausen (* 1938)                  | Deutsche        | Rom                                                                                        | Byzantinische Geschichte                          | Byzantinische Herrschaft in Süditalien und Sizilien, Diplomatik                                                                                 |      |
| Georgios Fatouros (1927–2018) Γεώργιος Φατούρος | Grieche         | Freie Universität Berlin                                                                   | Byzantinische Philologie Gräzistik                | Spätantike und byzantinische Literatur, Hagiographie, Libanios, mittelgriechische Lexikographie                                                 |      |
| Giorgio Fedalto (* 1930)                        | Italiener       | Universität Padua                                                                          | Byzantinische Geschichte                          | Kirchengeschichte des östlichen Mittelmeerraums, Geschichte Venedigs                                                                            |      |
| Jadran Ferluga (1920–2004)                      | Slowene         | Universität Münster                                                                        | Byzantinische Geschichte                          | Byzantinische Verwaltung |      |
| Karsten Fledelius (* 1940)                      | Däne            | Universität Kopenhagen                                                                     | Geschichte Film- und Medienwissenschaften         | |      |
| Marie Theres Fögen (1946–2008)                  | Deutsche        | Max-Planck-Institut für europäische Rechtsgeschichte, Frankfurt am Main Universität Zürich | Rechtsgeschichte Rechtswissenschaft               | Byzantinische Rechtsgeschichte |      |
| Enrica Follieri (1926–1999)                     | Italienerin     | Universität La Sapienza Rom                                                                | Griechische Paläographie Byzantinische Philologie | Hymnologie, Hagiographie |      |
| Boris Fonkič (1938–2021) Борис Львович Фонкич   | Russe           | Russische Akademie der Wissenschaften                                                      | Griechische Paläographie Byzantinische Philologie | Kodikologie, Handschriften des 10. bis 17. Jahrhunderts in Moskau und St. Petersburg                                                            |      |
| Peter Frankopan (* 1972)                        | Brite           | Worcester College, Oxford                                                                  | Byzantinische Geschichte                          | Geschichte des Gebiets der Seidenstraßen; Anna Komnene, Alexiade                                                                                |      |
| Alison Frantz (1903–1995)                       | US-Amerikanerin | American School of Classical Studies at Athens                                             | Byzantinische Archäologie                         | Archäologische Fotografie |      |

### G
| Wissenschaftler               | Nationalität    | Wirkungsort                                                                     | Fachrichtungen / Qualifikationen                                                | Forschungsschwerpunkte | Bild |
| ----------------------------- | --------------- | ------------------------------------------------------------------------------- | ------------------------------------------------------------------------------- | --- | ---- |
| Klaus Gallas (* 1941)         | Deutscher       | Weimar wechselnd                                                                | Architektur Architekturgeschichte Byzantinische Kunstgeschichte                 | Landeskunde Griechenlands und der Inseln Kreta und Rhodos |      |
| Ernst Gamillscheg (* 1950)    | Österreicher    | Institut für Byzanzforschung, Österreichische Akademie der Wissenschaften, Wien | Byzantinische Philologie                                                        | Buchgeschichte, griechische Paläographie |      |
| Nina Garsoïan (1923–2022)     | US-Amerikanerin | Columbia University                                                             | Armenische Geschichte Byzantinische Geschichte                                  | Byzantinische und armenische Geschichte |      |
| Antonio Garzya (1927–2012)    | Italiener       | Universität Neapel Universität Macerata                                         | Byzantinische Geschichte Byzantinische Philologie Klassische Philologie         | Nikephoros Basilakas, Theodoros Prodromos, Voskopula |      |
| Christian Gastgeber (* 1970)  | Österreicher    | Universität Wien                                                                | Byzantinische Geschichte Klassische Philologie                                  | lateinische Übersetzungsabteilung in der byzantinischen Kaiserkanzlei unter den Dynastien der Komnenen und Angeloi; die griechischen Handschriften der Bibliotheca Corvinina der Österreichischen Nationalbibliothek |      |
| Niels Gaul (* 1975)           | Deutscher       | Universität Edinburgh                                                           | Byzantinische Geschichte                                                        | Byzantinische Geschichte, Thomas Magistros |      |
| Marcello Gigante (1923–2001)  | Italiener       | Universität Neapel Universität Triest                                           | Byzantinische Philologie Gräzistik Papyrologie                                  | Italobyzantinische Dichter, Eugenius Panormitanus |      |
| Joseph Gill (1901–1989)       | Brite           | Päpstliches Orientalisches Institut                                             | Byzantinische Geschichte Byzantinische Philologie                               | Konzil von Basel/Ferrara/Florenz, Beziehung zwischen katholischer Kirche und Byzanz |      |
| André Grabar (1896–1996)      | Franzose        | Collège de France École pratique des hautes études, Paris Universität Straßburg | Byzantinische Kunstgeschichte Byzantinische Archäologie Christliche Archäologie | Christliche Ikonographie, Anfänge der christlichen Kunst |      |
| Henri Grégoire (1881–1964)    | Belgier         | Université libre de Bruxelles                                                   | Byzantinische Philologie                                                        | Epische Dichtung, Digenis Akritas |      |
| Michael Grünbart (* 1969)     | Österreicher    | Universität Münster                                                             | Byzantinische Philologie Klassische Philologie Numismatik                       | Geschichte, Freundschaft, Epistolographie, Kommunikation, rhetorische Kultur, Wissenschaftsgeschichte |      |
| Rodolphe Guilland (1888–1981) | Franzose        | Sorbonne                                                                        | Byzantinische Geschichte                                                        | |      |
| André Guillou (1923–2013)     | Franzose        | École des Hautes Études en Sciences Sociales                                    | Byzantinische Geschichte                                                        | |      |

### H
| Wissenschaftler                       | Nationalität   | Wirkungsort                                                                                         | Fachrichtungen / Qualifikationen                                            | Forschungsschwerpunkte | Bild |
| ------------------------------------- | -------------- | --------------------------------------------------------------------------------------------------- | --------------------------------------------------------------------------- | --- | ---- |
| Fiona K. Haarer (* 20. Jahrhundert)   | Britin         | King’s College London                                                                               | Byzantinische Geschichte                                                    | Byzantinische Geschichte des 5. und 6. Jahrhunderts, Anastasios I. |      |
| John F. Haldon (* 1948)               | Brite          | Princeton University Universität Birmingham                                                         | Byzantinische Geschichte                                                    | Byzantinische Geschichte |      |
| Horst Hallensleben (1928–1998)        | Deutscher      | Universität Bonn                                                                                    | Byzantinische Kunstgeschichte                                               | Byzantinische Kunstgeschichte |      |
| Karl Benedikt Hase (1780–1864)        | Deutscher      | École des Langues orientales, Paris                                                                 | Neogräzistik                                                                | Griechische Sprache, Lexikographie, Paläographie, Leo Diaconus, Johannes Lydos |      |
| Hans Wilhelm Haussig (1916–1994)      | Deutscher      | Ruhr-Universität Bochum Freie Universität Berlin                                                    | Orientalistik Byzantinische Geschichte                                      | |      |
| August Heisenberg (1869–1930)         | Deutscher      | Universität München                                                                                 | Neogräzistik                                                                | Sprachgeschichte |      |
| Hansgerd Hellenkemper (* 1945)        | Deutscher      | Römisch-Germanisches Museum, Köln Universität zu Köln                                               | Byzantinische Geschichte Byzantinische Geographie Byzantinische Archäologie | |      |
| Benjamin Hendrickx (1939–2021)        | Belgier        | Rand Afrikaans University                                                                           | Afrikanistik Neogräzistik                                                   | Byzantinisches Krönungszeremoniell, Lateinisches Kaiserreich, Kreuzfahrerkulturen im griechisch-byzantinischen Raum, Beziehungen zwischen Byzanz und dem afrikanischen Kontinent, Encyclopaedic Prosopographical Lexicon of Byzantine History and Civilization |      |
| Günther Steffen Henrich (1938–2024)   | Deutscher      | Universität Leipzig                                                                                 | Neogräzistik                                                                | Onomastik, Metrik, Reim, Lexikographie, Literatur |      |
| Judith Herrin (* 1942)                | Britin         | King’s College London Princeton University                                                          | Byzantinische Geschichte Byzantinische Archäologie                          | Byzantinische Geschichte, Herrschaftssystem in den Provinzen, Herrscherinnen und gewöhnliche Frauen in Byzanz und die Geschichte des Christentums in der Spätantike und den Bildersturm in Byzanz                                                              |      |
| Dirk Christiaan Hesseling (1859–1941) | Niederländer   | Universität Leiden                                                                                  | Byzantinistik Neogräzistik                                                  | Byzantinische Geschichte Entwicklung der griechischen Sprache Theodoros Prodromos |      |
| Friedrich Hild (* 1941)               | Österreicher   | Institut für Byzanzforschung, Österreichische Akademie der Wissenschaften, Wien Universität Wien    | Historische Geographie                                                      | Byzantinische Geographie: Tabula Imperii Byzantini |      |
| Johannes Maria Hoeck (1902–1995)      | Deutscher      | Byzantinisches Institut, Kloster Ettal Byzantinisches Institut, Kloster Scheyern                    | Byzantinische Philologie                                                    | Nikolaos von Otranto |      |
| Wolfram Hörandner (1942–2021)         | Österreicher   | Universität Wien                                                                                    | Byzantinische Philologie                                                    | Byzantinische Dichtung, Theodoros Prodromos, Konstantinos Stilbes, Prosarhythmus |      |
| Carsten Høeg (1896–1961)              | Däne           | Universität Kopenhagen                                                                              | Klassische Philologie Neogräzistik                                          | Monumenta Musicae Byzantinae |      |
| Georg Hofmann (1885–1956)             | Deutscher      | Päpstliches Orientalisches Institut                                                                 | Katholische Theologie                                                       | Beziehungen zwischen dem Vatikan und den griechischen Patriarchen von Konstantinopel seit dem 15. Jahrhundert |      |
| Armin Hohlweg (1933–2022)             | Deutscher      | Universität München                                                                                 | Byzantinische Geschichte Byzantinische Philologie                           | Byzantinische Philosophie und Geistesgeschichte |      |
| Ernst Honigmann (1892–1954)           | Deutscher      | Université Libre de Bruxelles Staatsbibliothek zu Berlin Staats- und Universitätsbibliothek Breslau | Byzantinische Geographie Byzantinische Geschichte                           | |      |
| Geoffrey Horrocks (* 1951)            | Brite          | St John’s College, Cambridge                                                                        | Indogermanistik                                                             | Sprachgeschichte, Sprachwandel, Grammatik des volkssprachlichen Griechisch des Mittelalters, Syntax, Semantik, Morphologie |      |
| James Howard-Johnston (* 1942)        | Brite          | Corpus Christi College, Oxford                                                                      | Byzantinische Geschichte                                                    | Spätantike und byzantinische Geschichte |      |
| Jean Humbert (1901–1980)              | Franzose       | Sorbonne Universität Lille Universität Lyon                                                         | Gräzistik                                                                   | Verschwinden des Dativs |      |
| Herbert Hunger (1914–2000)            | Österreicher   | Universität Wien                                                                                    | Byzantinische Philologie Griechische Paläographie Griechische Papyrologie   | |      |
| Joan Mervyn Hussey (1907–2006)        | Britin         | Royal Holloway, University of London                                                                | Byzantinische Geschichte                                                    | Byzantinische Geschichte |      |
| Irmgard Hutter (* 20. Jahrhundert)    | Österreicherin | Wien                                                                                                | Byzantinische Kunstgeschichte                                               | Spätantike und byzantinische Kunst |      |

### I
| Wissenschaftler                    | Nationalität           | Wirkungsort | Fachrichtungen / Qualifikationen    | Forschungsschwerpunkte                                                                      | Bild |
| ---------------------------------- | ---------------------- | --- | ----------------------------------- | ------------------------------------------------------------------------------------------- | ---- |
| Salvatore Impellizzeri (1917–2004) | Italiener              | Universität Palermo | Byzantinische Philologie            | Byzantinische Literaturgeschichte, Digenis Akritas, Alexias, Michael Psellos, Chronographie |      |
| Nicolae Iorga (1871–1940)          | Rumäne                 | Rumänische Akademie | Geschichtswissenschaft              | Begründer der Association Internationale des Etudes Byzantines                              |      |
| Johannes Irmscher (1920–2000)      | Deutscher              | Zentralinstitut für Alte Geschichte und Archäologie, Deutsche Akademie der Wissenschaften, Universität Berlin, Universität Halle | Klassische Philologie Byzantinistik |                                                                                             |      |
| Endre von Ivánka (1902–1974)       | Ungar und Österreicher | Universität Graz Universität Koloszvár (Klausenburg)                                                                             | Klassische Philologie               |                                                                                             |      |

### J
| Wissenschaftler                         | Nationalität | Wirkungsort                                                | Fachrichtungen / Qualifikationen                | Forschungsschwerpunkte | Bild |
| --------------------------------------- | ------------ | ---------------------------------------------------------- | ----------------------------------------------- | --- | ---- |
| André Jacob (1933–2019)                 | Belgier      | Universität Chieti                                         | Paläograph, Epigraphiker, Kodikologe            | Griechentum in Süditalien, besonders Apulien |      |
| Guillaume de Jerphanion (1877–1948)     | Franzose     | Päpstliches Orientalisches Institut                        | Autodidakt                                      | Kappadokien, Höhlenkirchen |      |
| Udo Reinhold Jeck (* 1952)              | Deutscher    | Universität Bochum                                         | Philosophie Evangelische Theologie Neogräzistik | |      |
| Elizabeth Jeffreys (1941–2023)          | Britin       | Universität Oxford Universität Sydney                      | Byzantinische Philologie                        | Griechische Sprachfrage im Byzantinischen Jahrtausend, Chronik des Johannes Malalas, Digenis Akritis, Liebesroman des 14. Jahrhunderts (Ο Πόλεμος της Τροάδος, dt.: „Der Trojanische Krieg“), Überlieferungsgeschichte |      |
| Michael Jeffreys (* 1941)               | Brite        | Universität Oxford Universität Sydney                      | Byzantinische Philologie                        | Johannes Malalas, Prosopographie der byzantinischen Welt |      |
| Romilly James Heald Jenkins (1907–1969) | Brite        | Dumbarton Oaks King’s College London Universität Cambridge | Neogräzistik, Klassische Archäologie            | Byzantinische Geschichte, Konstantinos Porphyrogennetos: Über die Regierung des Reiches |      |
| Victor Jernstedt (1854–1902)            | Russe        | Universität Sankt Petersburg                               | Klassische Philologie                           | Kekaumenos, Strategikon; Michael Andreopoulos’ Übersetzung der Geschichten von Sindbad |      |
| Konstantin Jireček (1854–1918)          | Tscheche     | Universität Wien Universität Prag                          |                                                 | |      |

### K
| Wissenschaftler                                                    | Nationalität       | Wirkungsort | Fachrichtungen / Qualifikationen                                         | Forschungsschwerpunkte | Bild |
| ------------------------------------------------------------------ | ------------------ | --- | ------------------------------------------------------------------------ | --- | ---- |
| Walter Kaegi (1937–2022)                                           | US-Amerikaner      | University of Chicago                                                                                            | Byzantinische Geschichte                                                 | Militärgeschichte |      |
| Anthony Kaldellis (* 1971) Αντώνιος Καλδέλλης                      | Grieche            | Ohio State University                                                                                            | Byzantinische Geschichte                                                 | Byzantinische Geschichte, Ethnizität im byzantinischen Reich, Michael Psellos |      |
| Ioannis E. Kalitsunakis (1878–1966) Ιωάννης Ε. Καλιτσουνάκης       | Grieche            | Freie Universität Berlin Universität Athen Universität Berlin                                                    | Byzantinistik Klassische Philologie                                      | Prodromika |      |
| Petros P. Kalonaros (1894–1959) Πέτρος Π. Καλονάρος                | Grieche            | Heeresschule für Offiziersanwärter                                                                               | Neugriechische Philologie Romanistik                                     | Chronik von Morea, Digenis Akritas |      |
| Athanasios Kambylis (1928–2021) Αθανάσιος Καμπύλης                 | Grieche            | Universität Hamburg                                                                                              | Byzantinische Philologie Klassische Philologie Neogräzistik              | Michael Psellos, Eustathios von Thessalonike, Symeon der Neue Theologe |      |
| Johannes Karayannopulos (1922–2000) Γιάννης Καραγιαννόπουλος       | Grieche            | Universität Thessaloniki                                                                                         |                                                                          | |      |
| Patricia Karlin-Hayter (1920–2014)                                 | Britin             | Privatgelehrte                                                                                                   |                                                                          | 9. Jahrhundert, Theodor Studites, Kirchenorganisation und Kanonisches Recht sowie Ikonoklasmus |      |
| Gustav Karlsson (1909–1995)                                        | Schwede            | Freie Universität Berlin Universität Uppsala                                                                     |                                                                          | Epistolographie |      |
| Apostolos Karpozilos (* 1942) Απόστολος Καρπόζηλος                 | Grieche            | Universität Ioannina                                                                                             |                                                                          | |      |
| Sergei Pawlowitsch Karpow (* 1948) Сергей Павлович Карпов          | Russe              | Lomonossow-Universität Moskau                                                                                    | Byzantinische Geschichte Mediävistik des Schwarzmeergebietes             | |      |
| Alexander Kazhdan (1922–1997) Александр Петрович Каждан            | Russe              | Sowjetische Akademie der Wissenschaften Dumbarton Oaks                                                           |                                                                          | |      |
| Ewald Kislinger (* 1956)                                           | Österreicher       | Universität Wien                                                                                                 |                                                                          | |      |
| Ernst Kitzinger (1912–2003)                                        | Deutsch-Amerikaner | Dumbarton Oaks Universität Harvard                                                                               |                                                                          | |      |
| Johannes Koder (* 1942)                                            | Österreicher       | Universität Wien Universität Mainz                                                                               |                                                                          | |      |
| Taxiarchis Kolias (* 1951) Ταξιάρχης Κόλιας                        | Grieche            | Nationales Hellenisches Forschungszentrum Universität Athen Universität Ioannina                                 |                                                                          | |      |
| Foteini Kolovou (* 1964) Φωτεινή Χ. Κολοβού                        | Griechin           | Universität Leipzig                                                                                              |                                                                          | Geschichtsschreibung (Michael Choniates, Kritobulos von Imbros) und Epistolographie (Eustathios von Thessalonike) |      |
| Nikodim Pawlowitsch Kondakow (1844–1925) Никодим Павлович Кондаков | Russe              | Universität Prag Universität Sankt Petersburg Universität Odessa                                                 |                                                                          | |      |
| Evangelos Konstantinou (* 1933) Ευάγγελος Κωνσταντίνου             | Grieche            | Universität Würzburg                                                                                             |                                                                          | |      |
| Sofia Kotzabassi (* 1962) Σοφία Κοτζάμπαση                         | Griechin           | Universität Thessaloniki                                                                                         | Byzantinische Philologie Neugriechische Philologie Klassische Philologie | Rhetorik, Epistolographie, Geschichtsschreibung, Prosopographie, Paläographie |      |
| Sokratis Kougeas (1877–1966) Σωκράτης Κουγέας                      | Grieche            | Griechische Nationalbibliothek Pantion-Universität Athen Hochschule der Bildenden Künste Athen Universität Athen | Geschichte Philologie                                                    | Paläographie, Kodikologie, Neues Testament, Moirologien der Mani, Geschichte des modernen Griechenlands, Mitarbeiter von Spyridon Lambros |      |
| Phaidon Koukoules (1881–1956) Φαίδων Κουκουλές                     | Grieche            | Universität Athen                                                                                                | Byzantinische Philologie Klassische Philologie                           | Lexikographie, Volkskunde, Paroemiographie |      |
| Otto Kresten (* 1943)                                              | Österreicher       | Universität Wien                                                                                                 |                                                                          | |      |
| Emmanuel Kriaras (1906–2014) Εμμανουήλ Γ. Κριαράς                  | Grieche            | Universität Thessaloniki                                                                                         |                                                                          | |      |
| Karl Krumbacher (1856–1909)                                        | Deutscher          | Universität München                                                                                              | Klassische Philologie Indogermanistik                                    | Geschichte der byzantinischen Literatur von Justinian bis zum Ende des oströmischen Reiches (1891); Begründer der Byzantinischen Zeitschrift (1892) und des Byzantinischen Archivs (1898); Begründer der Byzantinistik als akademischer Disziplin |      |
| Andreas Külzer (* 1962)                                            | Deutscher          | Universität Köln                                                                                                 | Byzantinische Geschichte Historische Geographie                          | |      |
| Eduard Kurtz (1845–1925)                                           | Deutsch-Balte      | Privatgelehrter                                                                                                  | Klassische Philologie                                                    | Maximos Planudes, Christophoros Mytilenaios |      |

### L
| Wissenschaftler                                                          | Nationalität | Wirkungsort | Fachrichtungen / Qualifikationen                            | Forschungsschwerpunkte | Bild |
| ------------------------------------------------------------------------ | ------------ | --- | ----------------------------------------------------------- | --- | ---- |
| Angeliki Laiou (1941–2008) Αγγελική Ε. Λαΐου                             | Griechin     | Dumbarton Oaks Research Library Universität Harvard Brandeis University Universität Louisiana                      | Byzantinische Geschichte                                    | Wirtschaftsgeschichte Landwirtschaft Frauen, Ehe, Liebe |      |
| Spyridon Lambros (1851–1919) Σπυρίδων Λάμπρος                            | Grieche      | Universität Athen                                                                                                  | Geschichte Klassische Philologie                            | Begründer der griechischen Byzantinistik, Neos Hellinomnimon: Erforschung der wissenschaftlichen und philosophischen Entwicklungen der griechischsprachigen Welt während der byzantinischen und osmanischen Ära, Mittelgriechische Sprache |      |
| Basil Laourdas (1912–1971) Βασίλειος Λαούρδας                            | Grieche      | Institut für Balkan-Studien, Thessaloniki                                                                          | Klassische Philologie Byzantinistik                         | Photios |      |
| Marc Lauxtermann (* 1960)                                                | Niederländer | Universität Amsterdam Universität Oxford                                                                           | Byzantinistik                                               | Byzantinische Dichtung, Epigramm, einschließlich Metrik (besonders der Fünfzehnsilber, der sogenannte „politische Vers“), früheste griechische Grammatiken, die Biographie des Johannes Mauropous, Ptochoprodromika und Formen des Lachens |      |
| Bruno Lavagnini (1898–1992) Μπρούνο Λαβανίνι                             | Italiener    | Universität Palermo                                                                                                | Klassische Philologie Byzantinische Philologie Neogräzistik | |      |
| Renata Lavagnini (* 1942) Ρενάτα Λαβανίνι                                | Italienerin  | Universität Palermo                                                                                                | Byzantinische Philologie Neogräzistik                       | Jean-Baptiste Gaspard d’Ansse de Villoison Byzantinische Ilias und Achilleïs |      |
| Galina Jewgenjewna Lebedewa (1935–2021) Галина Евгеньевна Лебедева       | Russin       | Universität Leningrad                                                                                              | Byzantinische Geschichte                                    | sozialökonomische Geschichte des Byzantinischen Reichs; Geschichte der Byzantinistik in Russland |      |
| Paul Lemerle (1903–1989)                                                 | Franzose     | Collège de France Sorbonne École Pratique des Hautes Études Faculté des Lettres de Dijon École française d’Athènes | Byzantinische Geschichte                                    | Byzantinische Geschichte Byzantinischer Humanismus |      |
| Tina Lentari (* 20. Jahrhundert) Σταματίνα Λεντάρη                       | Griechin     | Universität Athen                                                                                                  | Byzantinische Philologie                                    | Volkssprachliche Literatur Digenis Akritas Byzantinischer Roman |      |
| Pietro Luigi M. Leone (1937–2023)                                        | Italiener    | Università degli Studi di Lecce                                                                                    | Byzantinische Philologie                                    | Johannes Tzetzes, Maximos Planudes, Nikephoros Gregoras, Theodorus Gaza, Johannes Zonaras |      |
| Ralph-Johannes Lilie (* 1947)                                            | Deutscher    | Freie Universität Berlin                                                                                           | Byzantinische Geschichte                                    | Byzantinische Geschichte Mittelbyzantinische Prosopographie |      |
| Gennadij Grigor'jevič Litavrin (1925–2009) Геннадий Григорьевич Литаврин | Russe        | Russische Akademie der Wissenschaften                                                                              | Byzantinische Geschichte                                    | Byzantinische Geschichte Geschichte des frühmittelalterlichen Bulgariens |      |
| Raymond-Joseph Loenertz (1900–1976)                                      | Luxemburger  | Kloster Ettal Kloster Scheyern                                                                                     | Byzantinische Philologie                                    | Briefe des Demetrios Kydones, Prokopios von Gaza, Nikolaos von Otranto |      |
| Santo Lucà (* 1947)                                                      | Italiener    | Universität Rom Tor Vergata Universität Kalabrien                                                                  | Griechische Paläographie                                    | Byzantinische Paläographie und Kodikologie |      |

### M
| Wissenschaftler                                   | Nationalität    | Wirkungsort | Fachrichtungen / Qualifikationen                                                               | Forschungsschwerpunkte | Bild |
| ------------------------------------------------- | --------------- | --- | ---------------------------------------------------------------------------------------------- | --- | ---- |
| Paul Maas (1880–1964)                             | Deutscher       | Clarendon Press Universität Berlin Universität Königsberg | Byzantinische Philologie Klassische Philologie                                                 | Romanos Melodos |      |
| Paul Magdalino (* 1948)                           | Brite           | University of St Andrews Koç Üniversitesi, Istanbul | Byzantinische Geschichte                                                                       | Gesellschaft, Kultur und Wirtschaft vom 6. bis zum 13. Jahrhundert; Manuel I. Komnenos; die Stadt Konstantinopel; Wissenschaft und Astrologie; Orthodoxie |      |
| Georgios Makris (* 1950) Γεώργιος Μακρής          | Grieche         | Universität Münster Universität Bochum | Byzantinistik Osteuropäische Geschichte                                                        | Sozial- und Wirtschaftsgeschichte der spätbyzantinischen Zeit, Byzantinoslavica, Constantinopolitana, Geschichte der exakten Wissenschaften, Hagiographica, Onomastik, Textfälschung und -kritik, volkssprachliche Literatur der spät- und postbyzantinischen Zeit, Chronik von Morea, Dionysius Areopagita |      |
| Chrysa Maltezou (1941) Χρύσα Μαλτέζου             | Griechin        | Istituto Ellenico di Studi Bizantini e Postbizantini di Venezia Universität Athen Universität Kreta Nationales Hellenisches Forschungszentrum, Institut byzantinistischer Forschungen | Byzantinische Geschichte                                                                       | |      |
| Cyril Mango (1928–2021)                           | Brite           | Universität Oxford Universität Harvard King’s College London |                                                                                                | |      |
| Manusos Manusakas (1904–2003) Mανούσος Μανούσακας | Grieche         | Nationales Hellenisches Forschungszentrum, Institut byzantinistischer Forschungen Istituto Ellenico di Studi Bizantini e Postbizantini di Venezia Universität Thessaloniki            | Byzantinische Geschichte Byzantinische Philologie Neogräzistik Paläographie Editionsphilologie | Byzantinische und postbyzantinische Geschichte, Neugriechische Epistolographie (Frangiskos Skuphos), Geschichte Kretas in der Renaissance, Kretische Literatur der Venetokratie, Paläographie (Johannes Skylitzes)                                                                                          |      |
| Paul Marc (1877–1949)                             | Deutscher       | Bayerische Akademie der Wissenschaften |                                                                                                | Corpus der griechischen Urkunden des Mittelalters und der neueren Zeit |      |
| Sergei Mariev (* 1976)                            | Russe/Deutscher | Universität München Universität Mainz | Byzantinistik und Neugriechische Philologie                                                    | Johannes von Antiocheia, Bessarion, Byzantinische Philosophie, Paläographie |      |
| Frederick Henry Marshall (1878–1955)              | Brite           | King’s College London |                                                                                                | Verschiedenes |      |
| Klaus-Peter Matschke (1938–2020)                  | Deutscher       | Universität Leipzig | Byzantinische Geschichte                                                                       | Byzantinische Gesellschaft |      |
| John Mavrogordato (1882–1970)                     | Brite           | Universität Oxford | Neogräzistik                                                                                   | Neugriechische Dichtung: Erotokritos, Kavafis, Digenis Akrites |      |
| Maria Mavroudi (* 1967) Μαρία Μαυρουδή            | Griechin        | University of California, Berkeley Princeton University | Byzantinische Philologie                                                                       | Byzanz und die Araber, Bilinguen im Mittelalter, byzantinische und islamische Wissenschaft, die Wiederverwendung antiker Tradition zwischen Byzanz und Islam, byzantinische Geistesgeschichte, Überleben und Transformation der byzantinischen Kultur nach 1453                                             |      |
| Otto Mazal (1932–2008)                            | Österreicher    | Österreichische Nationalbibliothek Universität Wien |                                                                                                | |      |
| Giovanni Mercati (1866–1957)                      | Italiener       | Bibliotheca Vaticana |                                                                                                | |      |
| Silvio Giuseppe Mercati (1877–1963)               | Italiener       | Universität Rom Universität Catania Pontificio Istituto Orientale |                                                                                                | |      |
| Karin Metzler (* 1956)                            | Deutsche        | Freie Universität Berlin | Klassische Philologie                                                                          | |      |
| Emmanuel Miller (1812–1886)                       | Franzose        | École des langues orientales, Paris | Kodikologie Paläographie                                                                       | Handschriften, Datierung von Handschriften des Neuen Testaments, Philosophumena, Leontios Machairas |      |
| Gabriel Millet (1867–1953)                        | Franzose        | Collège de France École pratique des hautes études École française d’Athènes |                                                                                                | |      |
| Kariophilis Mitsakis (1932–2013) Κάρολος Μητσάκης | Grieche         | Universität Maryland Universität Oxford Universität Thessaloniki Universität Athen | Neogräzistik                                                                                   | |      |
| Ulrich Moennig (* 1961)                           | Deutscher       | Universität Hamburg | Neogräzistik                                                                                   | Byzantinischer und neugriechischer Alexanderroman |      |
| Gyula Moravcsik (1892–1972)                       | Ungar           | Universität Budapest |                                                                                                | |      |
| Cécile Morrisson (* 1940)                         | Französin       | Centre national de la recherche scientifique Centre d’histoire et civilisation de Byzance, Paris Bibliothèque nationale de France Dumbarton Oaks                                      | Byzantinische Geschichte Byzantinische Numismatik                                              | |      |
| Andreas E. Müller (* 1966)                        | Deutscher       | Universität Wien | Byzantinische Geschichte Byzantinistische Hilfswissenschaften                                  | Geschichte der früh- und mittelbyzantinischen Zeit, Diplomatik und Paläographie, griechische Typographie sowie Wissenschaftsgeschichte der Byzantinistik |      |
| Margaret Mullett (* 1946)                         | Britin          | Queen’s University of Belfast Dumbarton Oaks |                                                                                                | |      |

### N
| Wissenschaftler                                                                         | Nationalität | Wirkungsort                                          | Fachrichtungen / Qualifikationen      | Forschungsschwerpunkte | Bild |
| --------------------------------------------------------------------------------------- | ------------ | ---------------------------------------------------- | ------------------------------------- | ---------------------- | ---- |
| Heinrich L. Nickel (1927–2004)                                                          | Deutscher    | Martin-Luther-Universität Halle-Wittenberg           | Byzantinische Kunstgeschichte         |                        |      |
| Donald Nicol (1923–2003)                                                                | Brite        | King’s College London                                |                                       |                        |      |
| Johannes Niehoff-Panagiotidis (* 1963)                                                  | Deutscher    | Freie Universität Berlin Central European University | Byzantinische Philologie Neogräzistik |                        |      |
| Maria G. Nystazopoulou-Pelekidou (* 20. Jahrhundert) Μαρία Γ. Νυσταζοπούλου – Πελεκίδου | Griechin     | Universität Ioannina                                 |                                       |                        |      |

### O
| Wissenschaftler                                                  | Nationalität    | Wirkungsort          | Fachrichtungen / Qualifikationen | Forschungsschwerpunkte                                                     | Bild |
| ---------------------------------------------------------------- | --------------- | -------------------- | -------------------------------- | -------------------------------------------------------------------------- | ---- |
| Werner Ohnsorge (1904–1985)                                      | Deutscher       | Universität Hamburg  | Byzantinische Geschichte         |                                                                            |      |
| Nikolaos Oikonomidis (1934–2000) Νικόλαος Οικονομίδης            | Grieche         | Universität Montreal | Byzantinische Geschichte         | Byzantinische Verwaltung                                                   |      |
| Anastasios Orlandos (1888–1979) Αναστάσιος Κ. Ορλάνδος           | Grieche         | Universität Athen    | Archäologie, Bauforschung        | Architektur, Rezeption                                                     |      |
| Georg Ostrogorsky (1902–1976) Георгий Александрович Острого́рский | Russe/Jugoslawe | Universität Belgrad  | Byzantinische Geschichte         | Geschichte des byzantinischen Staates, byzantinische Wirtschaftsgeschichte |      |

### P
| Wissenschaftler                                                      | Nationalität    | Wirkungsort                                                 | Fachrichtungen / Qualifikationen                  | Forschungsschwerpunkte | Bild |
| -------------------------------------------------------------------- | --------------- | ----------------------------------------------------------- | ------------------------------------------------- | --- | ---- |
| Johannes Pahlitzsch (* 1963)                                         | Deutscher       | Universität Mainz                                           |                                                   | |      |
| Nikolaos M. Panagiotakis (1933–1997) Νικόλαος Μ. Παναγιοτάκης        | Grieche         | Universität Kreta Universität Ioannina                      | Neogräzistik                                      | byzantinische Literatur und Kultur, Theodosios Diakonos, Leon Diakonos                                                                                             |      |
| Evelyne Patlagean (1932–2008)                                        | Französin       | Universität Paris-X Nanterre                                |                                                   | |      |
| Nancy Patterson Ševčenko (* 1939)                                    | US-Amerikanerin | University of Massachusetts Tufts University                |                                                   | |      |
| Edwin Patzig (1846–1929)                                             | Deutscher       | Thomasschule zu Leipzig Alte Nikolaischule (Leipzig)        |                                                   | Byzantinische Geschichtsschreibung: Johannes Malalas, Johannes von Antiochia, Johannes Zonaras, Leon Grammatikos                                                   |      |
| Kiril Pawlikianow (* 1965) Кирил Парашкевов Павликянов               | Bulgare         | Universität Sofia                                           | Byzantinische Geschichte                          | Geschichte der Klöster auf dem Berg Athos |      |
| Stylianos Pelekanidis (1909–1980) Στυλιανός Πελεκανίδης              | Grieche         | Universität Thessaloniki                                    |                                                   | |      |
| Lidia Perria (1950–2003)                                             | Italienerin     | Universität La Sapienza Rom Universität Messina             | Griechische Paläographie                          | |      |
| Agostino Pertusi (1918–1979)                                         | Italiener       | Katholische Universität Mailand                             | Klassische Philologie Byzantinische Philologie    | Corpus Fontium Historiae Byzantinae |      |
| Urs Peschlow (1943–2018)                                             | Deutscher       | Universität Mainz                                           |                                                   | |      |
| Peter E. Pieler (1941–1918)                                          | Österreicher    | Universität Wien                                            | Rechtsgeschichte                                  | Byzantinische Rechtsgeschichte |      |
| Nina Wiktorowna Pigulewskaja (1894–1970) Нина Викторовна Пигулевская | Russin          | Universität Leningrad Akademie der Wissenschaften der UdSSR | Byzantinische Geschichte                          | Byzanz im frühen Mittelalter, Byzanz und seine Beziehungen zum Orient (besonders zum Iran und zu Indien)                                                           |      |
| Henri Pirenne (1862–1935)                                            | Belgier         | Universität Gent                                            |                                                   | |      |
| Gerhard Podskalsky (1937–2013)                                       | Deutscher       | Philosophisch-Theologische Hochschule St. Georgen           | Byzantinische Geschichte                          | Geschichte der Theologie in Byzanz |      |
| Emilian Popescu (* 1928)                                             | Rumäne          | Universität Bukarest                                        |                                                   | |      |
| Thomas Pratsch (* 1960)                                              | Deutscher       | Freie Universität Berlin                                    |                                                   | |      |
| Theodor Preger (1866–1911)                                           | Deutscher       | Gymnasium in Ansbach Maxgymnasium München                   | Byzantinische Philologie                          | Byzantinische Geschichtsschreibung, Stadtchroniken von Konstantinopel, Scriptores originum Constaninopolitanarum                                                   |      |
| Johannes Preiser-Kapeller (* 1977)                                   | Österreicher    | Österreichische Akademie der Wissenschaften                 | Byzantinische Geschichte                          | Byzantinische Geschichte und ihre Verflechtung im globalen Vergleich, Sozial- und Migrationsgeschichte, Umwelt- und Klimageschichte, historische Netzwerkforschung |      |
| Günter Prinzing (* 1943)                                             | Deutscher       | Universität Mainz                                           | Byzantinische Philologie Byzantinische Geschichte | Beziehungen zwischen Byzanz und Südost- und Ostmitteleuropa, Kirchengeschichte, Literaturgeschichte, volkssprachliche Literatur                                    |      |
| Walter Puchner (* 1947) Βάλτερ Πούχνερ                               | Österreicher    | Universität Kreta Universität Athen                         | Theaterwissenschaften                             | |      |

### R
| Wissenschaftler                                                | Nationalität  | Wirkungsort | Fachrichtungen / Qualifikationen                  | Forschungsschwerpunkte | Bild |
| -------------------------------------------------------------- | ------------- | --- | ------------------------------------------------- | --- | ---- |
| Claudia Rapp (* 1961)                                          | Deutsche      | Universität Wien University of California at Los Angeles Cornell University                                     | Byzantinische Geschichte Byzantinische Philologie | Kultur- und Geistesgeschichte, Sozial- und Religionsgeschichte, Ritual und Kommunikation, Schriftkultur, Spätantike                                           |      |
| Giorgio Ravegnani (* 1948)                                     | Italiener     | Universität Venedig                                                                                             | Byzantinische Geschichte                          | |      |
| Diether Roderich Reinsch (* 1940)                              | Deutscher     | Universität Bochum Freie Universität Berlin                                                                     | Byzantinische Philologie Byzantinische Geschichte | Mittel- und spätbyzantinische Literatur, Historiographie, Handschriftenkunde, Textkritik                                                                      |      |
| Johann Jacob Reiske (1716–1774)                                | Deutscher     | Alte Nikolaischule, Leipzig Universität Leipzig                                                                 |                                                   | |      |
| Marcell Restle (1932–2016)                                     | Deutscher     | Universität München                                                                                             | Byzantinische Kunstgeschichte                     | |      |
| John E. Rexine (1929–1993)                                     | US-Amerikaner | Colgate University                                                                                              | Neogräzistik Byzantinistik Klassische Philologie  | Orthodoxes Christentum, Constantine Cavarnos |      |
| Andreas Rhoby (* 1974)                                         | Österreicher  | Österreichische Akademie der Wissenschaften, Institut für Mittelforschung, Abt. Byzanzforschung                 | Byzantinische Geschichte Byzantinische Philologie | Byzantinische Literatur, Epigraphik, Lexikographie, Byzanz und Österreich, inschriftlich überlieferte byzantinische Epigramme, byzantinische Kulturgeschichte |      |
| David Talbot Rice (1903–1972)                                  | Brite         | Courtauld Institute of Art, London Universität Edinburgh                                                        |                                                   | |      |
| Ilse Rochow (* 1934)                                           | Deutsche      | Berlin-Brandenburgische Akademie der Wissenschaften Zentralinstitut für Alte Geschichte und Archäologie, Berlin |                                                   | Konstantin V., Leon IV., Johannes von Damaskus, Theophanes, Kassia                                                                                            |      |
| Alla Iljinitschna Romantschuk (* 1942) Алла Ильинична Романчук | Russin        | Staatliche Gorki-Universität des Uralgebiets                                                                    | Byzantinische Geschichte                          | Topographie der byzantinischen Stadt anhand von Chersones |      |
| Silvia Ronchey (* 1958)                                        | Italienerin   | Universität Rom III                                                                                             |                                                   | |      |
| Charlotte Roueché (* 1946)                                     | Britin        | King’s College London                                                                                           | Classics                                          | Byzantinische Geschichte |      |
| Berthold Rubin (1911–1990)                                     | Deutscher     | Universität Erlangen Universität zu Köln                                                                        |                                                   | |      |
| Steven Runciman (1903–2000) Στήβεν Ράνσιμαν                    | Brite         | Trinity College (Cambridge) Universität Istanbul                                                                |                                                   | |      |

### S
| Wissenschaftler                                                                | Nationalität        | Wirkungsort | Fachrichtungen / Qualifikationen                                                   | Forschungsschwerpunkte | Bild |
| ------------------------------------------------------------------------------ | ------------------- | --- | ---------------------------------------------------------------------------------- | --- | ---- |
| Peter Sarris (* 1971)                                                          | Brite               | Trinity College, Cambridge All Souls College, Oxford                                                                                |                                                                                    | Sozial-, Wirtschafts- und Rechtsgeschichte; Justinian I. |      |
| Konstantin Sathas (1842–1914) Κωνσταντίνος Σάθας                               | Grieche             | Athen Paris | Neogräzistik                                                                       | Neugriechische Philologie, Theatergeschichte, Leontios Machairas |      |
| John Scarborough (1940–2022)                                                   | US-Amerikaner       | University of Wisconsin–Madison University of Kentucky                                                                              | Medizingeschichte Alte Geschichte                                                  | Byzantinische Medizin |      |
| Joachim Scharf (1913–1965)                                                     | Deutscher           | Universität Münster | Byzantinische Geschichte                                                           | |      |
| Erich Schilbach (1939–2006)                                                    | Deutscher           | München |                                                                                    | Byzantinische Metrologie |      |
| Giuseppe Schirò (1905–1984)                                                    | Italiener           | Universität La Sapienza, Rom Universität Padua                                                                                      | Byzantinische Philologie Byzantinische Geschichte Albanische Sprache und Literatur | Barlaam von Kalabrien, Analecta hymnica |      |
| Gustave Schlumberger (1844–1929)                                               | Franzose            | Paris | Byzantinische Geschichte                                                           | Byzantinisches Reich |      |
| Andreas Schminck (1947–2015)                                                   | Deutscher           | Max-Planck-Institut für europäische Rechtsgeschichte, Frankfurt am Main                                                             | Rechtswissenschaft                                                                 | Byzantinische Rechtsgeschichte |      |
| Alfons Maria Schneider (1896–1952)                                             | Deutscher           | Universität München Universität Göttingen Deutsches Archäologisches Institut Istanbul                                               | Byzantinische Archäologie Christliche Archäologie                                  | Topographie und Baugeschichte der Stadt Konstantinopel |      |
| Ludwig Schopen (1799–1867)                                                     | Deutscher           | Universität Bonn | Byzantinische Geschichte Byzantinische Philologie                                  | Byzantinische Geschichtsschreibung, Johannes Kantakouzenos, Nikephoros Gregoras |      |
| Peter Schreiner (* 1940)                                                       | Deutscher           | Universität Köln | Byzantinische Geschichte                                                           | |      |
| Werner Seibt (* 1942)                                                          | Österreicher        | Universität Wien |                                                                                    | Byzantinische Siegelkunde, Geschichte des mittelalterlichen Kaukasus, Verwaltungsgeschichte |      |
| Ihor Ševčenko (1922–2009)                                                      | Ukrainer/Amerikaner | University of California, Berkeley University of Michigan, Columbia University Universität Harvard in Dumbarton Oaks                |                                                                                    | |      |
| Philip Sherrard (1922–1995)                                                    | Brite               | British School at Athens, King’s College London                                                                                     | Neogräzistik                                                                       | Neugriechische Dichtung, Orthodoxe Theologie |      |
| Alexander Sideras (1935–2019) Αλέξανδρος Σιδεράς                               | Grieche             | Universität Göttingen | Altphilologie, Neogräzistik                                                        | Literatur von der Antike bis zur Gegenwart |      |
| Dieter Simon (* 1935)                                                          | Deutscher           | Universität Frankfurt am Main Max-Planck-Institut für europäische Rechtsgeschichte in Frankfurt am Main Humboldt-Universität Berlin | Rechtswissenschaften                                                               | Byzantinische Rechtsgeschichte |      |
| Claudia Sode (* 1969)                                                          | Deutsche            | Universität Köln | Byzantinische Philologie                                                           | Viten des Michael Synkellos und der Brüder Theodoros und Theophanes Graptoi, die ikonoklastische Synode von Hiereia 754, Forschung zu byzantinischen Bleisiegeln                                                     |      |
| Jean-Pierre Sodini (* 1940)                                                    | Franzose            | Université Paris I Panthéon-Sorbonne                                                                                                | Byzantinische Archäologie                                                          | |      |
| Evangelinos Apostolides Sophokles (1807–1883) Ευαγγελινός Αποστολίδης Σοφοκλής | Grieche             | Harvard University | Altphilologie, Neogräzistik                                                        | Griechische Lexikographie Didaktisches Material für den Griechischunterricht |      |
| Georgios Sotiriou (1880–1965) Γεώργιος Σωτηρίου                                | Grieche             | Universität Athen | Christliche Archäologie Griechische Paläographie                                   | |      |
| Peter Soustal (* 1945)                                                         | Österreicher        | Institut für Byzanzforschung, Österreichische Akademie der Wissenschaften, Wien                                                     | Historische Geographie                                                             | |      |
| Gustav Soyter (1883–1965)                                                      | Deutscher           | Universität Erlangen Universität Leipzig Universität Würzburg                                                                       | Neogräzistik                                                                       | Byzantinische Dichtung, byzantinische Geschichtsschreibung und Chronistik |      |
| Graham Speake (* 1946)                                                         | Brite               | Privatgelehrter, London | Byzantinische Philologie                                                           | Rezeption der antiken griechischen Literatur in Byzanz, Berg Athos |      |
| Paul Speck (1928–2003)                                                         | Deutscher           | Freie Universität Berlin |                                                                                    | Byzantinische Geschichtsschreibung |      |
| Ernst Stein (1891–1945)                                                        | Österreicher        | Universität Wien | Byzantinische Geschichte                                                           | Byzantinisches Reich, Ravenna |      |
| Rainer Stichel (* 1942)                                                        | Deutscher           | Universität Münster | Byzantinistik                                                                      | Wechselbeziehungen zwischen byzantinischer Literatur und Kunst; Nachleben der jüdischen Literatur der hellenistischen Zeit in der byzantinischen Welt; Bedeutung der byzantinischen Kultur für die orthodoxen Slaven |      |
| Christine Strube (* 1943)                                                      | Deutsche            | Universität Heidelberg | Christliche Archäologie                                                            | Zusammenhänge von Architektur und Liturgie, Siedlungsgeschichte des Vorderen Orients, Baudekoration spätantik-frühbyzantinischer Zeit in Konstantinopel, Syrien und Kleinasien                                       |      |
| Nikos Svoronos (1911–1989) Νίκος Σβορώνος                                      | Grieche             | Universität Kreta Universität Thessaloniki École pratique des hautes études (IV Section) CNRS                                       | Byzantinische Geschichte                                                           | |      |

### T
| Wissenschaftler                                                     | Nationalität  | Wirkungsort                                                               | Fachrichtungen / Qualifikationen                                                       | Forschungsschwerpunkte | Bild |
| ------------------------------------------------------------------- | ------------- | ------------------------------------------------------------------------- | -------------------------------------------------------------------------------------- | --- | ---- |
| Lioba Theis (* 20. Jahrhundert)                                     | Deutsche      | Universität Wien                                                          | Byzantinische Kunstgeschichte                                                          | Byzantinische Architektur, Rezeptionsgeschichte, Digitalisierung und Archivierung von Bilddaten                                                                                                |      |
| Freddy Thiriet (1921–1986)                                          | Franzose      | Universität Straßburg                                                     | Byzantinische Geschichte                                                               | Venezianisch-byzantinische Geschichte, Venetokratie |      |
| Hans Thurn (1934–1993)                                              | Deutscher     | Universität Würzburg Universitätsbibliothek Würzburg                      | Kodikologie Byzantinische Philologie Klassische Philologie                             | Johannes Skylitzes, Johannes Malalas |      |
| Franz Tinnefeld (* 1937)                                            | Deutscher     | Universität München                                                       | Byzantinische Philologie Byzantinische Geschichte                                      | |      |
| Klaus-Peter Todt (* 1956)                                           | Deutscher     | Universität Mainz                                                         | Byzantinistik                                                                          | Antiocheia, Syria et Arabia Byzantina I: Historische Geographie und Topographie Nordsyriens von hellenistisch-römischer Zeit bis zum Ende der Kreuzzüge im Rahmen der Tabula Imperii Byzantini |      |
| Nikolaos Tomadakis (1907–1993) Νικόλαος Τωμαδάκης                   | Grieche       | Universität Athen                                                         | Neogräzistik                                                                           | |      |
| Erich Trapp (* 1942)                                                | Österreicher  | Universität Wien, Universität Bonn                                        | Byzantinische Philologie                                                               | Byzantinische Lexikographie, diachrone Sprachentwicklung |      |
| Warren Treadgold (* 1949)                                           | US-Amerikaner | Saint Louis University                                                    | Byzantinische Geschichte                                                               | Byzantinische Geschichtsschreibung, Staat, Staatsfinanzen, Armee |      |
| Max Treu (1842–1915)                                                | Deutscher     | Gymnasien in Breslau, Waldenburg, Ohlau und Viktoria-Gymnasium in Potsdam | Byzantinische Philologie                                                               | Editionsphilologie: Maximos Planudes, Nikephoros Chrysoberges, Theodoros Metochites, Manuel Holobolos, Gregor II. von Zypern                                                                   |      |
| Spyros Troianos (1933–2024) Σπύρος Τρωιάνος                         | Grieche       | Universität Athen                                                         | Orthodoxes Kirchenrecht Griechisches Staatskirchenrecht Byzantinische Rechtsgeschichte | Byzantinische Rechtsgeschichte |      |
| Constantine A. Trypanis (1909–1993) Κωνσταντίνος Αθανάσιος Τρυπάνης | Grieche       | Universität Athen, Universität Oxford, Universität Chicago                | Byzantinistik, Altphilologie                                                           | Dichtung |      |
| Vasiliki Tsamakda (* 1970) Βασιλική Τσαμακδά                        | Griechin      | Universität Mainz                                                         | Christliche Archäologie Byzantinische Kunstgeschichte                                  | Byzantinische Buchmalerei, byzantinische Malerei Kretas, Archäologie und Malerei der Domitilla-Katakomben in Rom                                                                               |      |
| Alexander Turyn (1900–1981)                                         | Pole          | University of Illinois at Urbana-Champaign Universität Warschau           | Klassische Philologie                                                                  | Geschichte der byzantinischen Überlieferung insbesondere der altgriechischen Tragiker |      |

### U
| Wissenschaftler                                                          | Nationalität   | Wirkungsort                                                                                        | Fachrichtungen / Qualifikationen                               | Forschungsschwerpunkte                                                                               | Bild |
| ------------------------------------------------------------------------ | -------------- | -------------------------------------------------------------------------------------------------- | -------------------------------------------------------------- | --- | ---- |
| Sinaida Wladimirowna Udalzowa (1918–1987) Зинаида Владимировна Удальцова | Sowjetbürgerin | Universität Moskau                                                                                 | Byzantinistik                                                  | Wirtschafts- und Kulturgeschichte von Byzanz                                                         |      |
| Paul Atkins Underwood (1902–1968)                                        | US-Amerikaner  | Dumbarton Oaks Cornell University                                                                  | Byzantinische Kunstgeschichte                                  | Hagia Sophia, Chora-Kirche                                                                           |      |
| Fjodor Iwanowitsch Uspenski (1845–1928) Фёдор Иванович Успенский         | Russe          | Universität Odessa Russisches Archäologisches Institut Konstantinopel Universität Sankt Petersburg | mit Wassili Wassilewski Begründer der russischen Byzantinistik | Geschichte von Byzanz, Geschichte des Reiches von Trapezunt, Ausgrabungen in Istanbul und Kleinasien |      |

### V
| Wissenschaftler                                                               | Nationalität        | Wirkungsort                                                               | Fachrichtungen / Qualifikationen              | Forschungsschwerpunkte                                                                                        | Bild |
| ----------------------------------------------------------------------------- | ------------------- | ------------------------------------------------------------------------- | --------------------------------------------- | --- | ---- |
| Alexander Alexandrovich Vasiliev (1867–1953) Александр Александрович Васильев | Russe US-Amerikaner | Universität St. Petersburg University of Wisconsin–Madison Dumbarton Oaks | Byzantinische Geschichte                      | Byzantinische Geschichte sowie das Verhältnis von Byzantinern und Arabern                                     |      |
| Tania Velmans (1925–2022) Таня Георгиева Губиделникова-Велманс                | Französin           | Centre national de la recherche scientifique                              | Byzantinische Kunstgeschichte Kunstgeschichte | Byzantinische Kunst und ihre Rezeption auf dem Balkan, besonders Malerei                                      |      |
| Albert Vogt (1874–1942)                                                       | Schweizer           | Universität Freiburg (Schweiz)                                            | Byzantinische Geschichte Neuere Geschichte    | Zeremonienbuch des Kaisers Konstantinos Porphyrogennetos, byzantinisches Theater, Topographie Konstantinopels |      |
| Panajotis Vokotopoulos (* 1930) Παναγιώτης Βοκοτόπουλος                       | Grieche             | Universität Athen Universität Thessaloniki                                | Byzantinische Archäologie                     | Byzantinische Architekturgeschichte                                                                           |      |
| Robert Volk (* 20. Jahrhundert)                                               | Deutscher           | Byzantinisches Institut, Kloster Scheyern                                 | Byzantinische Philologie                      | Johannes von Damaskos, Michael Psellos, Barlaam und Josaphat                                                  |      |

### W
| Wissenschaftler                                                  | Nationalität  | Wirkungsort | Fachrichtungen / Qualifikationen                                                                            | Forschungsschwerpunkte | Bild |
| ---------------------------------------------------------------- | ------------- | --- | --- | --- | ---- |
| Rainer Warland (* 1951)                                          | Deutscher     | Universität Freiburg | Christliche Archäologie Byzantinische Kunstgeschichte                                                       | Kappadokien, Sarkophage, Mosaiken, Plastik, Buchmalerei |      |
| Wassili Wassilewski (1838–1898) Василий Григорьевич Васильевский | Russe         | Russische Akademie der Wissenschaften Universität St. Petersburg                                                                                 | Begründer der russischen Mediävistik mit Fjodor Iwanowitsch Uspenski Begründer der russischen Byzantinistik | Byzantinisches Steuersystem Geschichte der byzantinischen Landwirtschaft Byzantinische Quellen zur russischen Geschichte |      |
| Edmund Weigand (1887–1950)                                       | Deutscher     | Universität München Karls-Universität Prag Universität München                                                                                   | Byzantinische Kunstgeschichte                                                                               | Byzantinische Baukunst, Geburtskirche in Bethlehem |      |
| Günter Weiß (* 1937)                                             | Deutscher     | Südost-Institut | Byzantinische Geschichte                                                                                    | Das Ethnikon Sklabenoi, Sklaboi, Ioannes Kantakuzenos, Oströmische Beamte, Anastasios I. von Antiochien |      |
| Kurt Weitzmann (1904–1993)                                       | Deutscher     | Princeton University | Byzantinische Kunstgeschichte                                                                               | Ikonen |      |
| Klaus Wessel (1916–1987)                                         | Deutscher     | Universität München Universität Greifswald Frühchristlich-byzantinische Sammlung der Staatlichen Museen zu Berlin Humboldt-Universität zu Berlin | Christliche Archäologie Byzantinische Kunstgeschichte                                                       | Ravenna, Emailkunst, Ikonen |      |
| Stephan Westphalen (* 1961)                                      | Deutscher     | Universität Heidelberg | Christliche Archäologie Byzantinische Kunstgeschichte                                                       | Kirchenbau |      |
| Mary Whitby (* 1951)                                             | Britin        | Regent’s Park College, Oxford Merton College, Oxford                                                                                             | Byzantinische Philologie Byzantinische Geschichte                                                           | Spätantike und frühbyzantinische Literatur, insbesondere Nonnos von Panopolis, Chronicon Paschale, Pseudo-Oppian, Prokopios von Caesarea, Georg von Pisidien, Johannes Malalas, Paulus Silentiarius und Theophylaktos Simokates |      |
| Michael Whitby (* 1952)                                          | Brite         | University of Birmingham University of Warwick University of St Andrews                                                                          | Byzantinische Philologie Byzantinische Geschichte                                                           | Spätantike und frühbyzantinische Geschichte und Literatur, insbesondere Chronicon Paschale, Theophylaktos Simokates, Euagrios Scholastikos                                                                                      |      |
| Thomas Whittemore (1871–1950)                                    | US-Amerikaner | Dumbarton Oaks | Byzantinische Kunstgeschichte Christliche Archäologie Begründer des Byzantine Institute of America          | Mosaiken der Hagia Sophia, Chora-Kirche |      |
| Nigel Guy Wilson (* 1935)                                        | Brite         | Lincoln College, Oxford Merton College, Oxford                                                                                                   | Klassische Philologie                                                                                       | Griechische Paläographie Textüberlieferung Byzantinische Philologie Byzantinischer Gesang |      |
| Peter Wirth (* 1930)                                             | Deutscher     | Bayerische Akademie der Wissenschaften, München                                                                                                  | Byzantinische Philologie Byzantinische Geschichte                                                           | Byzantinische Rhetorik Eustathios von Thessalonike Byzantinische Diplomatik |      |
| Hieronymus Wolf (1516–1580)                                      | Deutscher     | Augsburg | Klassische Philologie Begründer der deutschen Byzantinistik                                                 | Byzantinische Geschichte Corpus Historiae Byzantinae |      |
| Christopher Montague Woodhouse (1917–2001)                       | Brite         | wechselnd | Klassische Philologie                                                                                       | Gemistos Plethon |      |

### Z
| Wissenschaftler                                      | Nationalität | Wirkungsort                                        | Fachrichtungen / Qualifikationen                        | Forschungsschwerpunkte                                                                                             | Bild |
| ---------------------------------------------------- | ------------ | -------------------------------------------------- | ------------------------------------------------------- | --- | ---- |
| Karl Eduard Zachariae von Lingenthal (1812–1894)     | Deutscher    | Universität Heidelberg                             | Rechtsgeschichte                                        | Byzantinische Rechtsgeschichte                                                                                     |      |
| Dionysios Zakythinos (1905–1993) Διονύσιος Ζακυθηνός | Grieche      | Universität Athen                                  | Byzantinische Geschichte Moderne griechische Geschichte | Byzantinische und moderne griechische Geschichte                                                                   |      |
| Constantin Zuckerman (* 1957)                        | Franzose     | École pratique des hautes études Collège de France | Byzantinische Geschichte                                | Sozial- und Militärgeschichte, byzantinische Chroniken, östliche und nördliche Nachbarn des byzantinischen Reiches |      |

## Legende
Wissenschaftler: Diese Spalte erfasst die im Deutschen geläufige Namensform, die Lebensdaten und die griechische Namensform (auch von Nicht-Griechen, sofern die griechische Namensform geläufig ist), gegebenenfalls auch die kyrillische Namensform.
Nationalität: Diese Spalte erfasst die Nationalität, soweit angesichts von Datenschutz und Persönlichkeitsrechten eruierbar. Insbesondere im Fall von Auslandsgriechen kann auch doppelte Staatsbürgerschaft gegeben sein, ohne dass dies in der Öffentlichkeit bekannt sein muss.
Wirkungsort: Diese Spalte erfasst für Akademiker in der Regel ausschließlich die Universitäten, an denen sie im Range eines Professors gelehrt haben, gegebenenfalls in biographischer Reihenfolge. Allerdings sind auch Lehrbeauftragte mit ihrer akademischen Affiliation und außerhalb des akademischen Betriebes Stehende mit Angabe der Stadt, in welcher sie tätig sind oder waren, aufgenommen.
Fachrichtungen / Qualifikationen: Diese Spalte erfasst die fachliche Ausrichtung innerhalb der Byzantinistik und die grundständigen akademischen Qualifikationen der aufgelisteten Byzantinisten. Auf Gewichtungen und Wertungen wird hier verzichtet.
Forschungsschwerpunkte: Diese Spalte erfasst in Stichworten die wesentlichen Arbeitsgebiete und Forschungsleistungen der aufgeführten Forscher.
Bild: Diese Spalte zeigt Abbildungen der genannten Byzantinisten in Gestalt von Photographien, Gemälden, Holzschnitten und dergleichen.